# Edmund Schlink
Edmund Schlink, né le 3 ou le 6 mars 1903 à Darmstadt et mort le 20 mai 1984 à Heidelberg, est un théologien luthérien allemand, acteur important du mouvement œcuménique au XXe siècle, notamment dans le cadre du Conseil œcuménique des Églises. Il est le père de l'écrivain Bernhard Schlink.

## Biographie
Après deux doctorats - en psychiatrie, à Marbourg (1927) et en théologie, à Münster, sous la direction de Karl Barth (1934) - il commence à enseigner à l'université de Giessen, près de Francfort. Actif au sein de l'Église confessante, mouvement opposé au nazisme au sein des Églises protestantes d'Allemagne, il est arrêté en 1934, interrogé, relâché, et se voit refuser l'accord des autorités pour enseigner à l'université. Il enseigne alors à l'École théologique de Bethel de 1935 à 1939.
De 1946 à 1971, il enseigne la théologie systématique à la faculté de théologie de l'université de Heidelberg, en s'intéressant tout particulièrement aux enjeux œcuméniques ; il y crée l'Institut œcuménique. Il participe au concile Vatican II en tant qu'observateur.

## Pseudonyme
Après sa mort, sa femme, Irmgard Schlink, a rendu public son pseudonyme de Sebastian Knecht, que seul connaissait un cercle restreint.

## Œuvres
- Theologie der lutherischen Bekenntnisschriften. München 1940.
- Bekennende Kirche und Welt. Vorträge und Predigten aus den Jahren 1934 bis 1945. Tübingen 1947.
- Die Lehre von der Taufe. Kassel 1969.
- Die Vision des Papstes. Erzählung. Göttingen/ Graz 1975  (ISBN 3-87297-130-1).
- Ökumenische Dogmatik. Grundzüge. 2. Auflage. 1985  (ISBN 3-525-56165-2).